# Subgenomisch mRNA
Subgenomisch mRNA is messenger-RNA (mRNA) dat (veel) kleiner is dan de oorspronkelijke te transcriberen DNA-streng.
Tijdens transcriptie wordt de DNA-streng gelezen, en er wordt een RNA-'afdruk' van gemaakt. Subgenomisch mRNA wordt gemaakt als de transcriptie van de DNA-streng tijdens het aflezen op een gegeven moment een deel van het DNA overslaat en naar een punt verderop "springt". Dat springen gebeurt niet altijd op dezelfde plaats. Hierdoor ontstaan er subgenomische mRNA-strengen van verschillende lengte.
Doordat er op deze wijze verschillende mRNA-strengen zijn gevormd, ontstaan er tijdens de translatie verschillende eiwitten. Er is een deel dat bij de verschillende mRNA's gelijk is. Dat wordt de "geneste set" genoemd.
```
 GCCGCCCCGTATCGATCGTAGCGCACGTTATATATACGTTATTTCTGCGCGGAAAAAAAAA - Originele streng
 
 GCCGCCCCGTATCGATCGTAGCGCACGTTATATATAC---------------AAAAAAAAA   |
 GCCGCCCCGTATCGATCGTAGCGCAC--------------------------AAAAAAAAA   | = Subgenomisch mRNA. De streepjes (-) geeft de sprong aan.
 GCCGCCCCGTAT----------------------------------------AAAAAAAAA   |
 
 GCCGCCCCGTAT = Geneste set

```

## Vóórkomen
Deze complexe transcriptie vindt in het algemeen alleen bij virussen plaats en wel speciaal bij de enkelstrengs positief sens RNA-virussen of in het Baltimore Classificatie Systeem de Class IV virussen. Hierdoor kan de genetische informatie meer compact in het genetische materiaal voorkomen.

## Overzicht van alle processen
- DNA — transcriptie → pre-mRNA — RNA-processing, splicing, RNA-editing of alternatieve splicing → mRNA — translatie → eiwit